# 筑波大学の人物一覧
筑波大学の人物一覧は、筑波大学に関係する人物の一覧記事。
前身である東京教育大学に関係する人物については、東京教育大学の人物一覧参照。

## 現教員・元教員

### 数学
- 青嶋誠 - 数理統計学者。筑波大学数理物質系教授。統計科学、高次元統計解析。
- 木村達雄 - 数学者、武道家。筑波大学大学院数理物質科学研究科教授。
- 芳賀和夫 - 生物学者。元筑波大学教授。芳賀定理の発案者。
- 森正武 - 数学者、工学博士。筑波大学名誉教授。専門は数値解析、応用数学。

### 物理学
- 岩崎洋一 - 素粒子物理学、第7代学長
- 中井直正 - 電波天文学、筑波大学教授
- 田崎明 -　物理学者、筑波大学名誉教授
- 藤田光孝 -　物理学者
- 原康夫 -　理論物理学者。筑波大学名誉教授。専門は素粒子理論。
- 門脇和男 -　物理学者、筑波大学大学院教授。超伝導の研究で知られる。
- 亀淵迪 -　物理学者。筑波大学名誉教授。
- 和光信也 -　物理学者。専門は固体物理学で、バンド計算のパイオニア。筑波大学名誉教授。従四位瑞宝中綬章。
- 梁成吉 -　物理学者。元筑波大学教授。専門は素粒子物理学。韓国籍。「共形場理論に基づく1次元電子系の研究」で1995年に仁科記念賞、1997年に大韓民国学術院賞を受賞した。
- 福田信之 - 物理学者。元筑波大学学長。
- 江崎玲於奈 - 物理学者。元筑波大学学長。横浜薬科大学学長。ノーベル物理学賞受賞(1973年）。

### 化学
- 白川英樹 - 高分子化学、筑波大学名誉教授、ノーベル化学賞受賞(2000年）。
- 細見彰 - 有機合成化学、有機化学、筑波大学名誉教授、日本化学会フェロー。

### 地球科学
- 安成哲三 - 気象学者。名古屋大学地球水循環研究センター教授。筑波大学名誉教授。
- 斎藤功 - 地理学者。元日本地理学会会長。筑波大学名誉教授。
- 高橋伸夫 - 地理学者。元日仏地理学会会長。筑波大学名誉教授。
- 尾留川正平 - 地理学者。元日本地理学会会長。筑波大学名誉教授。
- 山下清海 - 地理学者。生命環境系教授。元日本華僑華人学会会長。
- 吉野正敏 - 気象学者。元国際連合大学上席学術顧問、元国際地理学連合副会長。筑波大学名誉教授。

### 人間科学
- 宮本信也 - 発達行動小児科学
- 小川園子 - 行動神経内分泌学
- 井田仁康 - 社会科教育学。日本地理学会会長。
- 米澤茂 - 教育哲学（西洋古代思想）　教授
- 浜田博文 - 学校経営学教授。日本教育経営学会会長。
- 樋口直宏 - 授業分析　教授
- 堀和郎 - 教育学者。筑波大学名誉教授。
- 吉田武男 - 教育学者。
- 礒田正美 - 数学教育学
- 宗像恒次 - 心理学者。筑波大学名誉教授。
- 高野清純 - 教育心理学者、僧侶、筑波大学名誉教授。
- 大島康正 - 倫理学者・評論家、筑波大学名誉教授。
- 大野清志 - 臨床心理学者。筑波大学名誉教授。従四位瑞宝中綬章。
- 田上不二夫 - 臨床心理学者。日本カウンセリング学会理事長。筑波大学心理学系教授。教育学博士（筑波大学）。
- 海保博之 - 認知心理学者。筑波大学大学院人間総合科学研究科教授。
- 内山喜久雄 - 臨床心理学者。筑波大学名誉教授。医学博士。
- 金子隆芳 - 心理学者。文学博士。筑波大学名誉教授。日本心理学会元理事長。
- 原田隆之 - 臨床心理学者、犯罪心理学者。元法務省矯正局法務専門官。
- 松原達哉 - 臨床心理学者。元筑波大学教授。

### 芸術
- 河口龍夫 - 前衛美術、現代美術家。筑波大学名誉教授。
- 増成隆士 - 美学者、筑波大学名誉教授。
- 五十殿利治 - 美術史学者、筑波大学人間総合科学研究科教授。
- 土肥博至 - 建築家、都市計画家、アーバンデザイナー、芸術工学者、工学博士。専門は環境デザイン、建築デザイン。筑波大学名誉教授。
- 川手昭二 - 都市計画家・都市設計家。建築家。建築研究者。都市研究家。工学博士。筑波大学名誉教授。
- 日高健一郎 - 西洋建築史の研究者。筑波大学芸術学系教授。
- 土佐信道 - 芸術家、明和電機代表取締役社長。筑波大学芸術学系教授。
- 小島重次 - 都市計画家。都市研究者。教育者。元筑波大学教授。
- 今井凌雪 - 書家。筑波大学名誉教授。
- 晝間弘 - 彫刻家、日本芸術院会員。元筑波大教授。

### 生物学、医学
- 扇原淳 - 医学者。早稲田大学教授。
- 太田賢 - 筑波大学第二学群生物資源学類の講師
- 太田敏子 - 生物学者。筑波大学名誉教授。
- 小田晋 - 精神科医。医学博士。専門は精神病理学。筑波大学名誉教授。
- 勝田茂 - 医学者。筑波大学名誉教授。
- 紙屋克子 - 看護学者。博士（医学）（筑波大学・1997年）。筑波大学名誉教授。
- 佐藤誠 - 呼吸器内科学、睡眠医学。筑波大学大学院 人間総合科学研究科（臨床医学系）教授。
- 白楽ロックビル - 生物科学系。生化学、バイオ政治学、元筑波大学講師、お茶の水女子大学名誉教授。
- 芹澤勝助 - 鍼灸師。医学博士。筑波大学名誉教授。
- 竹尾恵子 -  元国立看護大学校校長、 元佐久大学学長、元筑波大学教授 。
- 椿啓介 - 菌類学者。
- 永田恭介 - 分子生物学者、筑波大学教授。筑波大学学長（第9代：2013-15年）。
- 深尾立 - 筑波大学教授、外科医。
- 村上和雄 - 分子生物学者。筑波大学名誉教授。
- 柳澤嘉一郎 - 生命科学者、筑波大学名誉教授。
- 柳沢正史 - 薬理学者。筑波大学教授、米国科学アカデミー正会員。紫綬褒章、慶應医学賞、文化功労者。
- 山田信博 - 医師、医学者、筑波大学教授。筑波大学学長（第8代：2009-13年）。
- 渡邉信 - 藻類学者。藍藻の生態学や生化学、緑藻を利用したバイオ燃料の開発。筑波大学大学院教授。

### 人文学
- 中野目徹 - 日本近代思想史・史料学、筑波大学人文社会科学研究科准教授
- 佐藤千登勢 - アメリカ現代史、筑波大学人文社会科学研究科教授
- 芳賀登 - 史学者。
- 井門富二夫 - 宗教学者。筑波大学名誉教授。
- 伊藤益 - 哲学者、筑波大学大学院人文社会科学研究科教授。
- 伊藤博 - 国文学者・万葉学者、筑波大学名誉教授。筑波大学教授の伊藤益は息子。
- 伊吹知勢 - 英文学者、お茶の水女子大学名誉教授。
- 臼井勝美 - 歴史学者、筑波大学名誉教授。
- 林四郎 - 国語学者、筑波大学名誉教授、国立国語研究所名誉所員。
- 野町啓 - 歴史学者、筑波大学名誉教授。
- 稀代麻也子 - 中国六朝文学研究者。筑波大学人文社会科学研究科文芸・言語専攻准教授。
- 真野俊和 - 民俗学者、日本史研究者、筑波大学名誉教授。
- 山中弘 - 宗教社会学者（文学博士）。筑波大学教授。
- 阿部軍治 - ロシア文学者、筑波大学名誉教授。
- 野々山真輝帆 - スペイン文学者、筑波大学名誉教授。
- 桑原博史 - 国文学者、筑波大学名誉教授。
- 堀池信夫 - 中国思想史学者、筑波大学教授。
- 小松香織 - 歴史学者、筑波大学大学院人文社会科学研究科教授。
- 川口喬一 - 英文学者、筑波大学名誉教授。筑波大文学博士。
- 中田光雄 - 哲学研究者、筑波大学名誉教授。
- 冨原芳彰 - 英文学者、筑波大学名誉教授。
- 今井雅晴 - 歴史学者、宗教学者。文学博士。筑波大学名誉教授、真宗文化センター所長。
- 小西甚一 - 日本文学・比較文学者。元筑波大学副学長、筑波大学名誉教授。文化功労者。文学博士（東京文理科大学）。
- 沢田昭夫 - 歴史学者。専門は近世イギリス史・ヨーロッパ史で、思想家トマス・モア研究の第一人者。筑波大学名誉教授。
- 小川弘 - 哲学者。筑波大学教授。
- 廣川洋一 - 哲学者。専攻は西洋哲学。筑波大学名誉教授。
- 直江広治 - 民俗学者、筑波大学名誉教授。
- 中田祝夫 - 日本語学者、筑波大学名誉教授。
- 岩元巌 - アメリカ文学者、筑波大学名誉教授。
- 竹谷悦子- アメリカ文学者、筑波大学の学長選考を考える会の共同代表。
- 西沢竜生 - スペイン歴史学者、筑波大学名誉教授。
- 利沢行夫 - アメリカ文学者、文芸評論家。筑波大学名誉教授。
- 三枝充悳 - 仏教学者。筑波大学名誉教授。
- 馬渕和夫 - 国語学者。筑波大学名誉教授。文学博士（東京教育大学）。
- 村松剛 - 評論家、フランス文学者。筑波大学名誉教授。
- 熊倉功夫 - 歴史学者（日本文化史・茶道史）。学位は文学博士（東京教育大学・1978年）。筑波大学名誉教授。国立民族学博物館名誉教授、総合研究大学院大学名誉教授、林原美術館館長、静岡文化芸術大学学長。
- 津田幸男 - 言語学者。筑波大学大学院人文社会科学研究科教授。
- 大濱徹也 - 歴史学者（日本近代史専攻）。筑波大学名誉教授・独立行政法人国立公文書館特別参与・北海学園大学開発研究所特別研究員。
- 関根久雄 - 文化人類学者。筑波大学人文社会系教授。
- 平岡敏夫 - 日本近代文学の研究者。筑波大学名誉教授。文学博士（筑波大学）。
- 相澤啓一 - ドイツ文学者、同時通訳者。筑波大学教授。文学博士（筑波大学）。NHK教育テレビのドイツ語会話を担当。
- 宮田登 - 民俗学者。筑波大学教授。元日本民俗学会会長。
- 荒木美智雄 - 宗教学者。元関西福祉大学学長、筑波大学名誉教授。
- 工藤喜作 - 哲学研究者、元筑波大学教授。文学博士（筑波大学）。
- 小澤俊夫 - ドイツ文学者、筑波大学名誉教授。
- 黒古一夫 - 日本近代文学研究者、文芸評論家、筑波大学名誉教授。
- 綾部恒雄 - 人類学者。文学博士。文化人類学、宗教人類学、東南アジア及び北アメリカ地域の研究者。筑波大学名誉教授。
- 塩尻和子 - イスラーム研究者。元筑波大学教授。
- 小松英雄 - 日本語史研究者。筑波大学名誉教授。
- 赤祖父哲二 - 英文学者、批評家。筑波大学名誉教授。
- 城生佰太郎 - 言語学者、筑波大学名誉教授。
- 中埜肇 - 哲学者。元筑波大学教授。
- 綿抜豊昭 - 日本近世文学の研究者、筑波大学教授。
- 森野宗明 - 日本語学者。筑波大学名誉教授。
- 北原保雄 - 日本語学者。元筑波大学学長。筑波大学名誉教授。新潟産業大学学長。
- 草薙裕 - 言語学者。元筑波女子大学（現筑波学院大学）学長。　筑波大学名誉教授。
- 黒古一夫　文芸評論家　筑波大学名誉教授

### 法学、政治学
- 波多野澄雄 - 筑波大学前副学長、日本政治外交史、外務省日本外交文書編纂委員長
- 秋野豊 - 元筑波大学助教授、外交官
- 園部逸夫 - 判事、最高裁判事、元筑波大教授
- 土井隆義 - 犯罪社会学、法社会学、逸脱行動論、社会問題論、筑波大学助教授
- 古川俊一 - 行政学
- 辻中豊 - 政治学、利益集団/利益団体研究の第一人者、『レヴァイアサン』編集委員
- 古田博司 - 政治学(北朝鮮研究)、サントリー学芸賞・読売・吉野作造賞受賞
- 南博方 - 法学者、行政法。
- 弥永真生 - 法学者、商法、企業会計法
- 山田務 - 法学者、経済法
- 本澤巳代子 - 法学者。
- 進藤榮一 - 政治学者、筑波大学名誉教授、国際アジア共同体学会代表。
- 土本武司 - 検察官出身の刑事法学者。筑波大学名誉教授。
- 春日偉知郎 - 法学者。専門は民事訴訟法、国際民事手続法。筑波大学名誉教授。
- 福地崇生 - 経済学者。筑波大学名誉教授。専門は応用計量経済学、経済計画・開発論。
- 竹中佳彦 - 政治学者。専攻は、政治学・日本政治論。筑波大学大学院人文社会科学研究科教授。（法学博士）。
- 平嶋竜太 - 法学者。専門は知的財産法。筑波大学ビジネス科学研究科教授。
- 山浦善樹 - 最高裁判所判事、弁護士。筑波大学大学院教授、日本民事訴訟法学会理事。
- 松岡完 - 政治学者。筑波大学社会科学系教授。専門は、アメリカ外交史。法学博士（筑波大学）。
- 赤根谷達雄 - 政治学者。専門は、国際政治経済学、安全保障論。筑波大学大学院人文社会科学研究科教授。
- 佐藤英夫 - 政治学者。元筑波大学社会工学系教授。
- 加藤栄一 - 元官僚の学者、筑波大学名誉教授。
- 照沼亮介 - 法学者。筑波大学法科大学院准教授。
- 天野勝文 - ジャーナリスト、メディア評論家。元筑波大学教授。
- ティムール・ダダバエフ - 筑波大学人文社会科学研究科国際政治経済専攻助教授。専攻は中央アジア国際関係学。

### 経済学、経営学
- 大島清 - マルクス経済学における経済原論、金融論。元筑波大学副学長。
- 白田佳子 - 会計学、倒産予知の権威、日本学術会議会員
- 平山朝治 - 経済社会学者、筑波大学教授。
- 好井裕明 - 社会学者、筑波大学教授。
- 酒井泰弘 - 経済学者、筑波大学名誉教授。
- 金子守 - ゲーム理論家・経済学者、筑波大学教授。
- 坂下昇 - 経済学者、筑波大学名誉教授。
- 降旗節雄 - 日本の経済学者、筑波大学名誉教授。従四位瑞宝小綬章。
- 徳永澄憲 - 経済学者、筑波大学名誉教授、麗澤大学学長、日本地域学会会長。
- 西尾チヅル - 経営学者、筑波大学副学長、日本学術会議会員。
- 吉田あつし - 経済学者（医療経済学・教育経済学）、筑波大学教授。
- 長内厚 - 経営学者、早稲田大学教授。元ソニー社員。

### 体育
- 加藤澤男 - 白鷗大学教授、筑波大学名誉教授、元五輪体操選手
- 本間三和子(元好三和子) - 筑波大学准教授、1984年ロサンゼルスオリンピックアーティスティックスイミングソロ・デュエット銅メダリスト
- 平山素子 - 筑波大学准教授、コンテンポラリーダンサー、振付家
- 河合季信 - 筑波大学准教授、アルベールビルオリンピックショートトラック5000mリレー銅メダリスト
- 功力靖雄 - 元筑波大学硬式野球部監督。筑波大学名誉教授。
- 河野一郎 - 筑波大学人間総合科学研究科スポーツ医学専攻教授。JOC理事。
- 多和健雄 - 体育学者、サッカー指導者。元筑波大学教授。
- 酒井利信 - 教育者。筑波大学大学院人間総合科学研究科准教授。
- 笠原成元 - バスケットボール指導者。筑波大学名誉教授。
- 川村禎三 - 柔道家。柔道九段。筑波大学名誉教授。
- 竹内善徳 - 柔道家（九段）。1962年全日本選手権の覇者で、元・国際柔道連盟副会長。筑波大学名誉教授。叙従四位、授瑞宝中綬章。

### 工学・情報学
- 板橋秀一 - 音声工学者、筑波大学名誉教授。
- 緑川信之 - 図書館情報学の研究者、筑波大学名誉教授。
- 大村謙二郎 - 都市工学者、筑波大学名誉教授。
- 薬袋秀樹 - 図書館情報学者、筑波大学名誉教授。
- 黒川洸 - 都市工学者、筑波大学名誉教授。
- 大澤義明 - 都市工学者、筑波大学教授。
- 高木英明 - 社会工学者（待ち行列理論）、筑波大学名誉教授、元副学長。
- 工藤真生 - デザイナー、ピクトグラム研究者、 大学院システム情報系研究員。
- 谷口綾子 - 土木工学者、筑波大学教授。
- 落合陽一 - 筑波大学准教授、筑波大学学長補佐。メディアアーティスト。

## 事務職員

### 庶務部長
- 小山五朗（財団法人好仁会理事長）

## 出身者

### 政治
- 秋山浩保 - 前柏市長、元フォーシーズ常務。
- 足立信也 - 大分市長、元参議院議員、厚生労働大臣政務官、医師、元筑波大学臨床医学系助教授。
- 五十嵐立青 - 茨城県つくば市長、つくば市議会議員。博士（国際政治経済学）（筑波大学）。
- 石川雅俊 - 神奈川県顧問。
- 岩井均 - 安中市長、元群馬県議会議員。
- 自見英子 - 参議院議員、地方創生担当大臣、医師、医学者。
- 杉村太蔵 - 元衆議院議員、本学は中退。
- ダニエル・ムココ・サンバ - 元コンゴ民主共和国副首相、元コンゴ大学教授。
- 都竹淳也 - 飛騨市長、岐阜県知事秘書。
- 中野渡詔子 - 元衆議院議員。
- 中原恵人 - 吉川市長、元埼玉県議会議員。
- 米澤光治 - 敦賀市長。
- 橋本勉 - 元衆議院議員。
- 臂泰雄 - 伊勢崎市長、元群馬県議会議員。
- 濱口誠 - 参議院議員、全日本自動車産業労働組合総連合会特別中央執行委員。
- 藤田文武 - 衆議院議員、日本維新の会幹事長。
- 森田高 - 元参議院議員、総務大臣政務官、医師。
- 奥村政佳- 参議院議員、気象予報士・防災士・保育士。※自然学類卒 - 気候・気象学専攻

### 経済
- 石橋善一郎 - 元日本トイザらス副社長兼CFO、東北大学教授
- 乾正人 - 産経新聞論説委員長
- 石原恒和 - ポケモン創業者・社長、クリーチャーズ創業者・会長、CG制作、ゲームプロデューサー
- 伊藤昇 - サントリープロダクツ社長、日本ミネラルウォーター協会会長
- 今吉伸一 - 独立行政法人空港周辺整備機構理事長、三井住友海上火災保険顧問、同常務執行役員[1]
- 大澤昇平 - Daisy創業者、元東京大学特任准教授
- 大塚久美子 - 元大塚家具社長、明治大学特別招聘教授
- 大平亮 - ニューバーガー・バーマン日本法人社長
- 北原秋一 - おきぎん経済研究所社長、沖縄銀行執行役員、琉球大学監事、沖縄キリスト教学院大学特任教授
- 香田哲朗 - アカツキ共同創業者・CEO
- 笹山敬輔 - 富山めぐみ製薬社長、演劇学者、河竹賞奨励賞
- 渋谷修太 - フラー創業者・会長、事業創造大学院大学客員教授
- 清水群 - スマイルガーディアン代表取締役、テーマパークコンサルタント
- 鈴木太郎 - サザコーヒー社長
- すすたわり - SUSUBOX創業者・代表取締役、慶應義塾大学特任准教授
- ズナイデン房子 - 日本マクドナルドCMO
- 宗健 - 元リクルートフォレントインシュア社長
- 土岐大介 - 元ゴールドマン・サックス・アセット・マネジメント社長、元日本証券投資顧問業協会副会長、元東北大学総長特別補佐
- 三屋裕子 - 元シャルレ社長、評論家、ロサンゼルスオリンピックバレーボール日本代表、現日本バスケットボール協会会長
- まつもとゆきひろ - オブジェクト指向スクリプト言語「Ruby」作者
- 登大遊 - ソフトイーサ創業者・代表取締役
- 中山諒一郎 - 学校法人昭和学院事務局長補佐
- 永山久徳 - ホテルリゾート下電代表取締役、全国旅館生活衛生同業組合連合会（全旅連）青年部長
- 畠澤守 - 東芝副社長、元東芝エネルギーシステムズ社長、日本機械輸出組合副理事長
- 原田亮介 - 日本経済新聞論説主幹、日本記者クラブ理事長
- 福島大吉 - 元小野薬品工業社長、小野医学研究財団理事長、理学博士
- 二木幸生 - グランディング共同創業者・代表取締役、ゲームクリエイター
- 古澤洋将 - 炎重工代表取締役
- 松田千恵子 - 元ブーズ・アンド・カンパニーパートナー、東京都立大学教授、IHI取締役、キリンホールディングス取締役
- 松田公太 - タリーズコーヒージャパン創業者・元社長、元参議院議員
- 森川亮 - 元LINE社長
- 奥野翔太 - Plott創業者・社長
- 幡谷祐一 - 茨城県信用組合理事長、全国信用協同組合連合会会長、博士（学術）
- 山海嘉之 - サイバーダイン創業者・社長、筑波大学教授、紫綬褒章、産学官連携功労者表彰経済産業大臣賞
- 山村明義 - 東京メトロ社長

### 行政、司法
- 黒田順子 - 元国際連合東ティモール平和維持活動官房長。
- 小沼廣幸 - 元国際連合食糧農業機関事務局長補兼アジア太平洋局長、元アジア工科大学院学長上級顧問。
- 長岡正哲 - 国際連合教育科学文化機関プノンペン事務所文化部主任
- 福嶋浩彦 - 第2代消費者庁長官、元千葉県我孫子市長。除籍
- 大野郁彦 - 元デンバー総領事、元外務省日韓交流室長、高山市海外戦略顧問。
- 淵上隆 - 駐ドミニカ共和国大使、元バルセロナ総領事。
- 斎藤法雄 - 駐マーシャル諸島大使、元広州総領事。
- 長島純 - 駐ブルキナファソ大使、元航空自衛隊幹部学校長、元内閣官房内閣審議官。
- 宮本新吾 - 外務省北米局参事官、元駐インド公使。
- 三宅智 - 元厚生労働省食品安全部長、国立駿河療養所長。
- 福田祐典 - 元厚生労働省健康局長、元国立精神・神経医療研究センター精神保健研究所長。
- 池田千絵子 - 元厚生労働省大臣官房総括審議官、元新潟県副知事。
- 町田勝弘 - 元農林水産事務次官、元日本中央競馬会副理事長。
- 西郷正道 - 元農林水産省大臣官房技術総括審議官、元駐ネパール大使、大日本農会副会長。
- 岩瀬忠篤 - 国土交通省国土交通大学校長、元財務省財務総合政策研究所次長。
- 奥島高弘 - 海上保安庁長官。
- 伊藤俊幸 - 元呉地方総監、元統合幕僚学校長、金沢工業大学教授。
- 松本勝正 - 元さいたま市副市長、元国土交通省国営明石海峡公園事務所長。
- 三浦隆 - 元東京都建設局長、東京テレポートセンター社長。
- 権哲賢 - 元駐日大韓民国大使、元韓日議員連盟副会長
- ギュルセル・イスマイルザーデ - 駐日アゼルバイジャン大使、元アゼルバイジャン外務大臣補佐官。
- 戸田久 - 名古屋家庭裁判所長、元名古屋高等裁判所部総括判事、元最高裁判所調査官。
- 指宿昭一 - 弁護士、アメリカ国務省人身売買と闘うヒーロー選出
- 三宅弘 - 弁護士、元日本弁護士連合会副会長、関東弁護士会連合会理事長、元自由人権協会代表理事。

### 学者

#### 教育学、図書館学
- 浅野秀重 - 教育学者。金沢大学教授。
- 池田賢市 - 教育学者。中央大学教授。
- 井田仁康 - 地理教育学者。筑波大学教授、日本地理教育学会副会長。
- 伊藤孝 - 地質学者。茨城大学教授。
- 小野正樹 - 日本語教育学。筑波大学教授。
- 唐木清志 - 教育学者。筑波大学教授。
- 久保義三 - 教育史学者。武蔵野美術大学名誉教授、学校法人武蔵野学院理事長。
- 古賀正義 - 教育社会学者。中央大学教授。
- 佐藤英一郎 - 教育学者。専修大学教授。
- 佐藤曉 - 教育学者。岡山大学教授。
- 清水一彦 - 教育学者。元筑波大学副学長、山梨県立大学理事長・学長、山梨大学理事。
- 平久江祐司 - 学校図書館研究者。筑波大学教授。
- 友添秀則 - スポーツ倫理学者。元学校法人早稲田大学理事・教授、元日本体育学会副会長。
- 小林正幸 - 教育臨床心理学者。東京学芸大学教職大学院長。
- 高橋信雄 - 教育学者。愛媛大学名誉教授。
- 高橋誠 - 教育学者。日本教育大学院大学名誉教授、元日本創造学会評議員長会長。
- 田中敏 - 心理学者、上越教育大学名誉教授
- 遠山一郎 - 国文学者。愛知県立大学名誉教授。
- 柘植雅義 - 特殊教育学者。筑波大学教授、筑波大学附属大塚特別支援学校校長、日本LD学会理事長。
- 村越真 - 認知心理学者。静岡大学教授、オリエンテーリング選手。元静岡大学教育学部附属静岡小学校長。日本学生オリエンテーリング連盟会長。
- 鬼澤陽子 - 体育教育学者。群馬大学准教授。
- 岡野裕行 - 図書館情報学研究者。皇學館大学准教授。図書館情報学、現代文学が専門。
- 樋口聡 - 教育学者。広島大学大学院教育学研究科（学習開発学）教授。
- 高鷲忠美 - 図書館情報学者。東京学芸大学教授。
- 谷部弘子 - 日本語学、日本語教育研究者。東京学芸大学留学生センター教授。
- 角替弘規 - 教育学者。静岡県立大学教授。
- 貝塚茂樹 - 教育学者。専攻は日本教育史。武蔵野大学教授。
- 中井孝章 - 教育学者。大阪公立大学教授。
- 中村和彦 - 教育学者。山梨大学教授。
- 野口幸弘 - 教育学者。西南学院大学教授。
- 橋本創一 - 教育心理学者。東京学芸大学教授。
- 樋口直宏 - 教育学者。筑波大学教授。
- 一二三朋子 - 教育学者。筑波大学准教授。
- 藤井千春 - 教育学者。早稲田大学教授。
- 藤田晃之 - 教育学者。筑波大学教授。
- 松本奈緒 - 教育学者。秋田大学准教授。
- 丸山敏秋 - 社会教育者。倫理研究所理事長。
- 山本眞一 - 教育学者。筑波大学名誉教授、広島大学名誉教授。

#### 人文学
- 青柳悦子 - 仏文学、筑波大学教授、渋沢・クローデル賞特別賞
- 青柳隆志 - 国文学、東京成徳大学教授、声優、志田延義賞、東洋音楽学会田邊尚雄賞
- 秋山晋吾 - ハンガリー史、一橋大学教授、東欧史研究会委員長
- 浅井真理子 - 心理学、帝京平成大学教授
- 阿毛久芳 - 日本近代文学、都留文科大学理事・副学長
- 阿内正弘 - 哲学、淑徳大学教授
- 有賀郁敏 - 歴史社会学、立命館大学副学長
- 飯塚恵理人 - 能楽研究、椙山女学園大学教授
- 池田潤 - 言語学、筑波大学教授
- 坂野雄二 - 臨床心理学、認知行動療法、行動療法、元早稲田大学教授
- 伊藤益 - 哲学、筑波大学名誉教授
- 井上奈良彦 - 言語学、九州大学教授
- 荊木美行 - 日本古代史、皇學館大学教授
- 岩本通弥 - 民俗学、東京大学名誉教授
- ウィリアム・ボディフォード - 仏教学、カリフォルニア大学ロサンゼルス校教授
- 臼杵勲 - 考古学、札幌大学教授
- 内田一成 - 心理学、上越教育大学名誉教授
- 大石幸二 - 臨床心理学、立教大学副総長、臨床心理士
- 大谷省吾 - 美術史、東京国立近代美術館副館長、倫雅美術奨励賞
- 大谷信介 - 社会学、関西学院大学教授
- 岡本亮輔 - 宗教学、北海道大学准教授
- 小塩和人 - アメリカ史、上智大学教授、日本アメリカ学会清水博賞
- 小熊誠 - 民俗学、神奈川大学教授
- 加藤百合 - 比較文学、筑波大学教授、島田謹二学芸賞
- 香川知晶 - 倫理学、山梨大学名誉教授
- 久代恵介 - スポーツ心理学、京都大学教授
- 小池淳一 - 民俗学、国立歴史民俗博物館教授
- 小島孝夫 - 民俗学、成城大学教授
- 兒島峰 - 社会人類学、神奈川大学准教授
- 小山聡子 - 宗教史、二松学舎大学教授
- 櫻井茂男 - 心理学、筑波大学名誉教授
- 設楽博己 - 考古学、東京大学名誉教授
- 白石典之 - 考古学、新潟大学教授
- 白川千尋 - 文化人類学、大阪大学教授、モンゴル国大統領表彰
- 永沢幸七 - 心理学、東京家政大学名誉教授
- 國分康孝 - 心理学、元筑波大学教授、元東京成徳大学副学長、元日本カウンセリング学会会長、元日本産業カウンセラー協会副会長
- 諸富祥彦 - トランスパーソナル心理学、明治大学教授
- 河村茂雄 - 心理学、教育心理学、早稲田大学教授
- 菊池一隆 - 中国近現代政治経済史、愛知学院大学教授、中国現代史研究会理事長
- 菊地章太 - 比較宗教史、東洋大学教授
- 南富鎭 - 比較文学、静岡大学教授
- 北岡明佳 - 心理学、錯視研究、立命館大学教授
- 近藤存志 - 美術史、フェリス女学院大学教授
- 笹澤豊 - 哲学、筑波大学名誉教授
- 笹沼俊暁 - 日本文学、東海大学教授
- 佐藤志乃 - 美術史、横山大観記念館学芸員、芸術選奨新人賞
- 清水知子 - 比較文学、東京藝術大学准教授
- 春原史寛 - 美術史、武蔵野美術大学准教授
- 西海賢二 - 民俗学、東京家政学院大学名誉教授、古橋懐古館名誉館長
- 薗部寿樹 - 中世村落史、山形県立米沢女子短期大学副学長
- 孫暁剛 - 人類学、静岡県立大学准教授
- 田中伸一 - 言語学、東京大学教授、日本音韻論学会会長
- 寺尾康 - 言語学、静岡県立大学言語コミュケーション研究センター副センター長
- 佐々木宏幹 - 文化人類学、駒澤大学名誉教授、文学博士（筑波大学）
- 杉山祐子 - 文化人類学、弘前大学教授
- 関沢まゆみ - 民俗学、国立歴史民俗博物館教授
- 高橋薫 - フランス研究、中央大学名誉教授
- 髙橋裕子 - アメリカ史学、津田塾大学学長、国際女性史連盟（IFRWH）会長、元アメリカ学会会長、元日本アメリカ史学会運営委員会代表、日本学術会議会員
- 陳天璽 - 文化人類学、早稲田大学教授、日本華僑華人学会副会長、国際政治経済学博士（筑波大学）
- 竹内茂夫 - 言語学者、京都産業大学准教授
- 竹沢泰子 - 文化人類学、京都大学名誉教授
- 武田修一 - 言語学、静岡県立大学教授、専門は英語学（文法論・意味論）
- 土屋博映 - 国文学、跡見学園女子大学教授、元代々木ゼミナール古文科講師
- 水越伸 - 社会学、東京大学教授
- 森部豊 - 東洋史学、関西大学教授、文学博士（筑波大学）
- 大竹芳夫 - 言語学、新潟大学教授
- 大西泰斗 - 言語学、東洋学園大学教授
- 佐々木冠 - 言語学者、立命館大学教授
- 小田淳一 - 文献学者、東京外国語大学名誉教授
- 佐々木正人 - 心理学者、東京大学名誉教授
- 竹岡俊樹 - 考古学者
- 竹村和子 - 英文学者、お茶の水女子大学教授
- 田村敏広 - 言語学者、静岡県立大学教授
- 鶴丸俊明 - 考古学者、札幌学院大学元学長
- 中村修也 - 日本古代史、文教大学教授
- 中山徹 - 言語学、一橋大学教授、文学博士（筑波大学）
- 香西秀信 - 修辞学、教育学者。宇都宮大学教授
- 菅豊 - 民俗学、東京大学教授
- 西原大輔 - 比較文学、東京外国語大学教授、詩人
- 山形和美 - 文学研究、筑波大学名誉教授、筑波大学文学博士
- 越川芳明 - 文学研究、明治大学副学長
- 湖中真哉 - 人類学、静岡県立大学教授
- 鈴木康明 - 臨床心理学、東京福祉大学教授
- 坪本篤朗 - 言語学、静岡県立大学教授
- 寺澤孝文 - 心理学、岡山大学教授
- 永井正勝 - 言語学、東京大学特任准教授
- 中野目徹 - 日本近代史、筑波大学教授
- 長谷川修一 - 聖書学、立教大学教授、日本学士院学術奨励賞
- 英知明 - 英文学、慶應義塾大学教授
- 日比嘉高 - 日本近代文学、名古屋大学教授
- 廣瀬幸生 - 英語学、筑波大学教授
- 藤村知子 - 言語学、東京外国語大学教授
- 古家信平 - 民俗学、筑波大学名誉教授
- 蔡亦竹 - 民俗学、実践大学助教授
- 松原洋子 - 歴史学、学校法人立命館副総長、立命館大学副学長
- 許昊 - 日本近代文学、水原大学校教授
- 星川啓慈 - 宗教哲学、大正大学教授
- 増田孝 - 古文書学、元愛知文教大学学長
- 前原寛 - 心理学、鹿児島国際大学教授
- 正木晃 - 宗教学、純真短期大学教授
- 増尾伸一郎 - 東アジア文化史、東京成徳大学教授
- 松岡和美 - 言語学、慶應義塾大学教授
- 松村茂樹 - 中国学、大妻女子大学教授
- 村岡崇光 - 言語学、ライデン大学名誉教授、ヘブライ語アカデミー名誉会員
- 村野井均 - 心理学、茨城大学名誉教授
- 森明子 - 文化人類学、国立民族学博物館教授
- 森正美 - 文化人類学、京都文教大学教授
- 安室知 - 民俗学、神奈川大学教授
- 矢橋透 - 演劇学、岐阜大学教授
- 山岡政紀 - 言語学、創価大学教授
- 山口豊一 - 心理学、聖徳大学教授
- 山田康弘 - 考古学、東京都立大学教授、古代歴史文化賞優秀賞
- 山田雄司 - 日本中世史、三重大学教授
- 楊凱栄 - 言語学、東京大学教授、日本中国語学会副会長
- 横山和加子 - 歴史学、慶應義塾大学名誉教授
- 鷲谷花 - 映画学
- 渡邊淳也 - フランス語学、東京大学教授
- 渡邉義浩 - 歴史学、早稲田大学教授、学校法人早稲田大学理事、学校法人大隈記念早稲田佐賀学園理事長

#### 法学、政治学
- 青山治城 - 法哲学。神田外語大学教授。
- 阿部博友 - 企業法。一橋大学名誉教授。国際取引法学会会長。カシオ計算機取締役。筑波大学博士（法学）。
- 石橋可奈美 - 国際法。東京外国語大学准教授。筑波大学博士（法学）。
- 高橋伸夫 - 政治学、中国現代政治史。慶應義塾大学東アジア研究所所長。アジア政経学会理事長。慶應義塾大学博士（法学）。
- 荏原明則 - 行政法学者。関西学院大学教授。筑波大学法学博士。
- 足立研幾 - 政治学者。専門は、国際政治学。立命館大学教授。筑波大学博士（国際政治経済学）。
- 岡田一郎 - 政治学者。小山工業高等専門学校講師。
- 小林隆 - 行政学者。東海大学教授。
- 佐藤丙午 - 国際政治学者。拓殖大学教授。外務省参与。一橋大学博士（法学）。
- 村上勇介 - 政治学者、地域研究者。京都大学教授、元地域研究コンソーシアム事務局長。筑波大学博士（政治学）。
- 駒田泰土 - 法学者。専門は知的財産法。上智大学教授。筑波大学博士（法学）。
- 齊藤誠二 - 法学者、専門は刑法。中央大学教授、元筑波大学教授。筑波大学博士（医学）。一橋大学博士（法学）。
- 高田寛 - 法学者。明治学院大学教授。
- 等松春夫 - 政治学者。防衛大学校教授。
- 道下徳成 - 政治学者。政策研究大学院大学教授。ジョンズ・ホプキンス大学博士。
- 広瀬佳一 - 国際政治学者。防衛大学校教授。
- 古川俊一 - 行政学者。筑波大学教授、日本評価学会副会長。
- 保城広至 - 国際関係学者。東京大学教授。大平正芳記念賞。東京大学博士（学術）。
- 桃井治郎 - 国際関係学者。清泉女子大学准教授。
- 山田真裕 - 政治学者。関西学院大学教授。
- 森裕城 - 政治学者。同志社大学教授。筑波大学博士（国際政治経済学）。
- 柳憲一郎 - 環境法学者。明治大学教授、環境科学会会長。環境大臣表彰。明治大学博士（法学）。
- 山本泰弘 - 公共政策学者。

#### 経済学、経営学、社会工学
- 赤川彰彦 - 経済学者、三菱総合研究所客員研究員
- 井口典夫 - 経済学者、青山学院大学教授
- 稲葉由之 - 経済学者、慶應義塾大学教授
- 青木玲子 - 経済学者、一橋大学名誉教授、元九州大学副学長、公正取引委員会委員
- 川端祐一郎 - 社会工学者、京都大学准教授、表現者クライテリオン編集委員
- 中妻照雄 - 経済学者、慶應義塾大学経済研究所長・教授。軽量経済学、ベイズ統計学、ラトガーズ大学博士(経済学)
- 伊東暁人 - 経営情報学者、静岡大学教授
- 岩城秀樹 - 経済学者、京都大学教授
- 牛丸元 - 経営学者、明治大学副学長・教授、金融庁公認会計士試験試験委員
- 長内厚 - 経営学者、早稲田大学教授。筑波大学修士（経営学）、京都大学博士（経済学）
- 笠原博幸 - 経済学者、ブリティッシュコロンビア大学教授、中原賞
- 白田佳子 - 会計学者、筑波大学教授、倒産予知の権威、経営学博士、元日本学術会議会員、アジア学術会議事務局長
- 加藤久和 - 経済学者、明治大学教授
- 川北眞紀子 - 経営学者、南山大学教授
- 境新一 - 経営学者、成城大学教授
- 芹澤成弘 - 経済学者、大阪大学教授
- 鈴木浩三 - 経済史家
- 高橋伸夫 - 経営学・経営組織論、東京大学教授、組織学会会長
- 竹内淑恵 - 経営学者、法政大学教授、アルフレッサホールディングス取締役
- 竹原均 - 経済学者、早稲田大学教授、元日本ファイナンス学会会長、三菱UFJ国際投信取締役、日経・経済図書文化賞
- 中村良平 - 経済学者、岡山大学教授
- 西澤昭夫 - 経営学者、東北大学名誉教授、元日本ベンチャー学会会長、Bayh-Dole Award（日本人初）
- 村田潔 - 情報倫理学者、経営情報学、 明治大学教授、元日本情報経営学会会長
- 武石恵美子 - 経営学者、法政大学教授
- 平尾元彦 - 経済学者、山口大学教授
- 細野助博 - 経済学者、中央大学教授、元日本公共政策学会会長
- 松原聡 - 経済学者、東洋大学副学長・教授、元日本公共政策学会会長、郵便事業取締役
- 水口剛 - 会計学者、高崎経済大学学長
- 井口典夫 - 都市経済学者、青山学院大学教授
- 神田晴彦 - 研究員・コンサルタント、野村総合研究所上級研究員
- 葉聡明 - 台湾の経営学者、筑波大学社会工学研究科計量ファイナンス・マネジメント専攻 博士（経営学）
- 倉橋節也 - 経営学者、筑波大学教授
- 南憲一 - 経営学者、嘉悦大学教授
- 守口剛 - マーケティング論、早稲田大学教授
- 柴田友厚 - 経営学者、東北大学名誉教授

#### 社会学
- 石田佐恵子 - 社会学者、大阪公立大学教授
- 河口和也 - 社会学者、広島修道大学教授
- 川山竜二 - 社会学者、社会情報大学院大学学監、日本実務教育学会副会長
- 鍾家新 - 社会学者、明治大学教授
- 陳立行 - 社会学者、関西学院大学教授、元日中社会学会会長
- 土井隆義 - 社会学者、筑波大学教授
- 中野毅 - 社会学者、創価大学名誉教授
- 西岡力 - 社会学者、モラロジー研究所教授、北朝鮮に拉致された日本人を救出するための全国協議会会長
- 藤村正之 - 社会学者、上智大学副学長
- 真鍋祐子 - 社会学者、東京大学教授
- 松田哲 - 社会学者、流通経済大学教授
- 山本敦久 - 社会学者、成城大学教授

#### 数学、物理学
- 新井敏康 - 数学者。東京大学教授。
- 一ノ瀬祥一 - 物理学者。静岡県立大学教授。
- 内海洋輔 - 天文学者。スタンフォード大学研究員。
- 梅原出 - 物理学者。横浜国立大学学長。
- 大竹公一郎 - 数学者。群馬大学教授。
- 片浦弘道 - 物性物理学。産業技術総合研究所首席研究員。
- 久保川達也 - 統計学者。東京大学教授。
- 佐藤大八郎 - 数学者。レジャイナ大学教授。
- 清水扇丈 - 数学者。京都大学教授、日本数学会理事長。
- 前田吉昭 - 数学者、慶應義塾大学名誉教授、COE拠点リーダー。理学博士（幾何学）。
- 佐鳥新 - 工学者。北海道工業大学教授（宇宙工学）。
- 中村隆 - 統計学者。統計数理研究所副所長。
- 林晋 - 数学者、情報学者。京都大学名誉教授。
- 福島孝治 - 物理学者。東京大学教授。
- 森田洋平 - 物理学者。沖縄科学技術大学院大学副学長代理。日本最初のホームページを作成。
- 山口孝男 - 数学者。京都大学名誉教授、筑波大学教授。微分幾何学、大域リーマン幾何学。
- 若林克法 - 物性理論。ナノグラフェン研究。関西学院大学教授。
- 鳥越規央 - 統計学者。江戸川大学客員教授。
- 大塚富美子 - 数学者。茨城大学准教授。数学博士（筑波大学）。
- 露峰茂明 - 数学者。三重大学教授。理学博士（筑波大学）。
- 光道隆 - 数学者。慶應義塾大学教授。理学博士（筑波大学）。

#### 化学
- 五十嵐康人 - 環境学、京都大学教授、日本放射化学会会長。
- 高田十志和 - 有機化学、超高性能高分子。東京工業大学教授。
- 中井泉 - 分析化学。東京理科大学理学部教授。櫻井賞。
- 山田淳夫 - 電気化学。東京大学教授兼京都大学元素戦略研究拠点副拠点長。
- 渡辺芳人 - 無機化学。元名古屋大学理事・副総長、分子科学研究所長、元日本化学会筆頭副会長。日本化学会賞。

#### 惑星科学・地球科学
- 青木栄一 - 地理学、東京学芸大学名誉教授、元歴史地理学会会長
- 小田宏信 - 地理学、成蹊大学教授、経済地理学会著作賞
- 釜井俊孝 - 地質学、京都大学教授
- 菊地俊夫 - 地理学、東京都立大学教授
- 佐藤暢 - 地球科学、専修大学教授
- 須藤斎 - 地球科学、名古屋大学准教授、産経児童出版文化賞大賞
- 張長平 - 地理学、東洋大学教授
- 中西僚太郎 - 地理学、筑波大学教授
- 橋本雄一 - 地理学、北海道大学教授
- 宮脇律郎 - 地球科学、国立科学博物館地学研究部部長、日本鉱物科学会会長
- 朴恵淑 - 環境地理学、ソウル特別市出身。三重大学副学長（日本の国立大学において初めての外国人副学長）
- 圦本尚義 - 惑星科学、北海道大学教授、元日本地球化学会会長、レオナード・メダル、紫綬褒章
- 村山祐司 - 地理学、筑波大学名誉教授、元日本地理学会会長
- 季増民 - 地理学、椙山女学園大学教授
- 武田一郎 - 地理学、京都教育大学名誉教授、日本地形学連合会長
- 松浦純生 - 斜面変動学、京都大学名誉教授、日本地すべり学会賞
- 横川美和 - 地球科学、大阪工業大学教授
- 横山智 - 地理学、名古屋大学教授
- 吉田国光 - 地理学、金沢大学准教授
- 古田悦造 - 地理学、東京学芸大学教授、専門は歴史地理学

#### 情報科学、工学
- 大澤義明 - 都市工学者。筑波大学教授。
- 大島まり - 工学者。東京大学教授。元日本機械学会会長。博士（工学）。
- 栗田治 - 工学者。慶應義塾大学教授。
- 篠原寛明 - 工学者。富山大学教授。
- 渋谷和彦 - 社会情報学･社会心理学者。琉球大学教授。統計数理研究所研究員。ビジネス科学研究科にて博士号(博士(システムズ・マネジメント))取得。
- 関口智嗣 - 工学者。産業技術総合研究所情報技術研究部門長。
- 神野由紀 - デザイン学者。関東学院大学教授。
- 藤代一成 - 工学者。慶應義塾大学教授。元画像電子学会会長。
- 田胡和哉 - 工学者。東京工科大学教授。博士（工学）。
- 田中一成 - デザイン学者。大阪工業大学教授。
- 玉城絵美 - 工学者。琉球大学教授、東京大学特定客員教授、H2L創業者、沖縄電力取締役。
- 赤井愛 - デザイン学者。大阪工業大学教授。日本デザイン学会会長賞。
- 蓮見孝 - 芸術学者。筑波大学名誉教授。札幌市立大学理事長・学長。博士（デザイン工学）。
- 須永剛司 - デザイン学者。東京藝術大学教授。
- 中泉文孝 - 工学者。大阪工業大学准教授。
- 中西崇文 - 情報学者、データサイエンティスト。武蔵野大学データサイエンス学部 データサイエンス学科長 准教授。
- 橋本渉 - 工学者。大阪工業大学教授。
- 原田昭 - 芸術学者。筑波大学名誉教授。札幌市立大学学長。博士（デザイン工学）。
- 福田宏 - 工学者。北里大学教授。毎日出版文化賞。
- 三友仁志 - 情報学者。早稲田大学教授、情報通信学会会長。
- 安井重哉 - デザイン学者。公立はこだて未来大学准教授。iFデザイン賞。
- 若林尚樹 - 芸術学者。東京工科大学教授。博士（感性科学）。
- 山田奨治 - 情報学者。国際日本文化研究センター教授。
- 吉川雅博 - 情報学者。大阪工業大学教授。
- 若林直子 - 工学者。
- 渡邉英徳 -  情報デザイン。東京大学教授。博士（工学）。日本新聞協会賞他。

#### 生物学、医学
- 秋山豊子 - 生物学者。慶應義塾大学教授。理学博士（筑波大学）。
- 荒井孝子 - 看護学者。静岡県立大学教授。
- 池谷和信 - 人類学者。国立民族学博物館教授。理学博士（東北大学）。
- 磯博康 - 公衆衛生学者。大阪大学名誉教授。日本学術会議副会長。日本公衆衛生学会理事長。元日本疫学会理事長。
- 石川智久 - 薬学者。静岡県立大学教授。
- 石川ふみよ - 看護学者。上智大学教授。
- 石田直理雄 - 生物学者。国際科学振興財団時間生物学研究所所長。
- 奥宮暁子 - 看護学者。札幌医科大学名誉教授。元茨城県立医療大学教授。元大阪大学教授。元東京工科大学教授。元帝京科学大学教授。元北海道科学大学教授。
- 太田尚子 - 看護学者。静岡県立大学教授。
- 井上勲 - 藻類学者。筑波大学教授。みどりの学術賞。
- 岩月謙司 - 生物学者。元香川大学教授。社会心理学、対人関係学の著作家。
- 岩見哲夫 - 生物学者。東京家政学院大学教授・副学長、東京都葛西臨海水族園運営委員会委員、第34次南極地域観測隊隊員。
- 上野直人 - 発生生物学者。テキサス大学MDアンダーソンがんセンター教授。
- 内海聡 - 内科医・精神科医。医学専門学群卒。
- 神崎亮平 - 生物学者。東京大学名誉教授。元東京大学先端科学技術研究センター所長。元日本比較生理生化学会会長。
- 木澤義之 - 緩和医療、神戸大学教授。
- 小池啓一 - 生態学者。群馬大学教授。
- 小西聖子 - 犯罪被害者学。武蔵野大学教授。毎日書評賞、エイボン女性年度賞。
- 小林悟 - 発生生物学者。基礎生物学研究所教授。
- 小林公子 - 生理学者。静岡県立大学教授。
- 酒井和夫 - 精神科医。ストレスケア日比谷クリニック院長。
- 櫻井武 - 医学研究者。筑波大学教授。睡眠研究の第一人者。
- 斎藤環 - 精神科医・評論家。筑波大学教授。
- 相賀裕美子 - 生物学者。元国立遺伝学研究所副所長。
- 佐藤匠徳 - 生物学者。国際電気通信基礎技術研究所（ATR）佐藤匠徳特別研究所特別研究所長。コーネル大学教授（兼任）。
- 澤村直哉 - 神経科学者。早稲田大学教授。
- 志田晃一 - 医学物理学者。元つくば国際大学講師。
- 嶋田正和 - 生態学者。東京大学名誉教授、元日本進化学会会長、元個体群生態学会長。
- 宗田聡 - 産婦人科医。茨城県立医療大学客員教授。
- 眞貝洋一 - 生物学者。京都大学名誉教授、理化学研究所主任研究員。医学博士（順天堂大学）。
- 竹井仁 - 生理学者。元東京都立大学教授。
- 谷口英樹 - 再生医学者。東京大学医科学研究所教授。
- 谷本啓司 - 生物学者。筑波大学教授。
- 鳥居啓子 - 植物学者。テキサス大学オースティン校教授。日本学術振興会賞。博士（理学）（筑波大学）。
- 永井健治 - 生物学者。北海道大学教授、元日本生物物理学会副会長。日本学術振興会賞。
- 長沼毅 - 微生物学。広島大学教授。
- 根本直人 - 生物学者。埼玉大学教授。
- 長谷川成人 - 神経科学者。東京都医学総合研究所脳・神経科学研究分野長。クラリベイト・アナリティクス引用栄誉賞。
- 氷鉋揚四郎 - 環境学者。筑波大学名誉教授、元国際地域学会会長、元日本地域学会会長、元日本環境共生学会会長。
- 藤井輝明 - 医学博士。保健科学研究所所長。
- 藤田英俊 - 生命科学者。大阪工業大学准教授。
- モイ・メンリン - ウイルス学者。東京大学大学院医学系研究科教授。日本医療研究開発大賞。
- 森津純子 - 精神科医。
- 柳内和幸 - 基礎医学系の生物学者。元東邦大学准教授。
- 山口明彦 - 生理学者。北海道医療大学教授。
- 山登敬之 - 精神科医。明治大学特任教授。
- 吉田貞夫 - 医師。金城大学客員教授。

#### 農学
- ウォルター・リール -  昆虫学者。カリフォルニア大学デービス校特別教授、アメリカ科学振興協会フェロー。
- 大澤良 - 農学者。筑波大学教授、元日本育種学会会長。
- 霜田政美 - 昆虫学者。東京大学大学院農学生命科学研究科教授。日本応用動物昆虫学会賞。
- ジェームス・オボンナ - 発酵学者。元ナイジェリア大学副学長、元ナイジェリア・バイオテクノロジー協会会長。外務大臣表彰。
- 林久喜 - 農学者。筑波大学教授。筑波大学附属駒場中学校・高等学校校長。
- 藤井英二郎 - 造園学者。千葉大学名誉教授、元日本庭園学会会長。日本造園学会賞。
- 松下秀介 - 農業経営学者。京都大学教授、農業情報学会副会長、日本農業経営学会副会長。

#### 芸術
- 茂木一司 - 美術家・教育学者。専門は構成論・美術教育学。群馬大学教育学部美術教育講座教授。

#### スポーツ科学、体育学
- 赤間高雄 - スポーツ医学。早稲田大学教授、日本アンチ・ドーピング機構副会長。
- 稲垣裕美 - 体育学。流通経済大学准教授。
- 遠藤浩 - スポーツ科学。京都教育大学准教授。
- 河合美香 - スポーツ科学。龍谷大学教授。
- 木内敦詞 - スポーツ科学。筑波大学教授。
- 菊幸一 - 体育学。筑波大学教授。
- 木村昌彦 - 柔道。横浜国立大学教授、横浜国立大学教育学部附属鎌倉中学校校長。
- 木寺英史 - スポーツ研究。九州共立大学教授。
- 久木留毅 - スポーツ医学。専修大学教授。
- 酒井利信 - 武道学。筑波大学教授。
- 西原康行 - スポーツ社会学。新潟医療福祉大学教授。
- 志々田文明 - スポーツ科学。早稲田大学教授。
- 清水聖志人 - スポーツ科学。大阪体育大学アスリートキャリアスペシャリスト。
- 秦泉寺尚 - スポーツ科学。宮崎大学准教授。
- 東憲一 - 体育学。東京外国語大学名誉教授。
- 増村雅尚 - スポーツ科学。九州産業大学教授。元バレーボール日本代表。
- 真鍋求 - 体育学。東京外国語大学准教授。専門は、神経生理学。
- 水沢利栄 - 体育学。福井大学教授。
- 師岡文男 - スポーツ学。上智大学教授。
- 佐々木桂二 - バスケットボール指導者、東北学院大学准教授。
- 原田宗彦 - スポーツ科学。元早稲田大学教授、大阪体育大学学長。
- 吉田泰将 - スポーツ科学。慶應義塾大学教授。

### 文筆

#### 文章
- 荒木信子 - 翻訳家
- 松村栄子 - 小説家、芥川賞受賞
- 青山七恵 - 小説家、芥川賞受賞
- 愛川晶 - 推理作家
- 小原凡司 - 軍事ジャーナリスト、笹川平和財団上席研究員
- 大日方欣一 - 写真評論家、九州産業大学教授
- 頭木弘樹 - 文学紹介者
- 小関尚紀 - 作家
- 小牟田哲彦 - 鉄道史家、交通図書賞奨励賞
- 山田宗樹 - 小説家、日本推理作家協会賞、横溝正史ミステリ大賞
- 松兼功 - 作家、エッセイスト
- 松本侑子 - 作家、翻訳家、すばる文学賞、新田次郎文学賞
- 垣根涼介 - 作家、山本周五郎賞受賞
- 芝田文乃 - 翻訳家
- 田中ロミオ - ゲームシナリオライター、ライトノベル作家
- 千葉ともこ - 小説家、松本清張賞、日本歴史時代作家協会賞
- 塚崎朝子 - ジャーナリスト
- 長岡弘樹 - ミステリ作家、日本推理作家協会賞
- 平田駒 - 小説家
- 船尾修 - 写真家、梅棹忠夫・山と探検文学賞
- 松葉屋なつみ - 小説家、創元ファンタジイ新人賞
- 村中李衣 - 児童文学作家
- 八島游舷 - SF作家、創元SF短編賞
- 東嶋和子 - 科学ジャーナリスト
- 大塚英志 - 評論家、サントリー学芸賞受賞
- 津田秀樹 - 試験研究家
- 中脇初枝 - 小説家、坪田譲治文学賞、坊っちゃん文学賞
- 西尾典文 - 野球ライター、ジャーナリスト
- 西岡力 - 評論家
- 飯沢耕太郎 - 写真評論家
- 加藤幹郎 - 映画評論家、京都大学名誉教授
- 久野和禎 - 実業家、コンサルタント、コーチ、自己啓発書作家
- 牧村僚 - 小説家
- 小野由美子 - ウォール・ストリート・ジャーナル日本版編集長
- 谷川直子 -  作家、エッセイスト、文藝賞
- 秋尾敏 - 俳人、俳論家、全国俳誌協会会長
- 三上丈晴 - 編集者、学習研究社雑誌「ムー」編集長
- 木村盛世 - 医師、ノンフィクション作家
- 藤井清美 - 脚本家
- 藤代泉 - 小説家、文藝賞
- 本田一弘 - 歌人
- 水沼啓子 - 産経新聞記者
- 南嶌宏 - 美術評論家、女子美術大学名誉教授
- 村田佳子 - エッセイスト
- 山下憲治 - 編集者、Impress Watch創案者
- 黒沼克史 - ノンフィクション作家

#### 漫画
- 飯田ぽち。
- 関崎俊三
- 犬丸りん
- 木尾士目
- 信濃川日出雄
- すえのぶけいこ - 講談社漫画賞少女部門
- そにしけんじ
- 青木俊直
- 高浜寛
- 松谷琢也
- 蜈蚣Melibe

#### イラストレーター・アニメ
- 西村博之 - アニメーター

### スポーツ

#### サッカー

##### 男子
現役選手 
- 藤田俊哉 ※元日本代表
- 望月重良（現SC相模原代表）※元日本代表
- 阿部敏之 ※元日本代表
- 冨田大介（徳島ヴォルティス）
- 羽生直剛 ※元日本代表
- 田中秀人（鹿児島ユナイテッドFC）
- 野本泰崇（FCティアモ枚方）
- 木島悠（ジェイリースFC）
- 碓井健平（FC町田ゼルビア）
- 大塚翔太（水戸ホーリーホック）
- 作田裕次（ツエーゲン金沢）
- 小澤司（鈴鹿ポイントゲッターズ）
- 土遠修平（グルージャ盛岡）
- 谷口彰悟（川崎フロンターレ）
- 赤﨑秀平（ ベガルタ仙台）
- 玉城峻吾（FC今治）
- 片岡爽（FC今治）
- 車屋紳太郎（川崎フロンターレ）
- 岩脇力哉（FC今治）
- 吉田直矢（ザスパクサツ群馬）
- 高柳昂平（グルージャ盛岡）
- 三笘薫（ブライトン）
- 高嶺朋樹（北海道コンサドーレ札幌）
- 加藤寿一
- 笠原恵太
- 笠原宗太
- 鎌田祥平
- 菊原伸郎
- 吉成浩司
- 興津大三
- 高林佑樹
- 佐藤一樹
- 斎藤克幸
- 坂下博之
- 若井研治
- 秋田政輝
- 長嶺寛明
- 中村敦
- 鋤柄昌宏
- 小野隆儀
- 小林宏之
- 川俣則幸
- 浅岡朝泰
- 倉田安治
- 大神友明
- 大石尚哉
- 大島翼
- 谷真一郎
- 中村元
- 田口禎則
- 土居義典
- 内山勝
- 二宮浩
- 野口航
- 松本真未子
- 保坂孝
- 望月一頼
- 森下仁道

 引退選手 
- 大渕龍介
- 井上敦史（福島ユナイテッドFCチームスタッフ）
- 吉川京輔
- 鶴見智美
- 阿部謙作
- 千代反田充
- 鈴木孝明
- 町田多聞
- 兵働昭弘
- 鈴木達也
- 中野洋司
- 阿部翔平 ※元日本代表
- 藤本淳吾 ※元日本代表
- 岡田隆
- 三澤純一
- 平山相太 ※元日本代表
- 永芳卓磨
- 西川優大
- 石神幸征
- 山越享太郎

 サッカー指導者 
- 石橋智之（愛媛FC総監督）
- 石原孝尚
- 越田剛史（ツエーゲン金沢テクニカルディレクター・北陸大学教授）
- 織田秀和（ロアッソ熊本ゼネラルマネージャー）
- 伊達倫央（現清水エスパルス育成事業本部本部長）
- 東海林毅（フィジカルコーチ）
- 吉岡宏（ファジアーノ岡山GKコーチ）
- 松原直哉
- 二階堂悠（川崎フロンターレコーチ）
- 山田栄一郎（現浦和レッドダイヤモンズコーチ分析担当）
- 大槻毅（現ザスパクサツ群馬監督）
- 石川雅人（元ソニー仙台FC監督）
- 石川竜也（現モンテディオ山形コーチ）
- 平川忠亮（現浦和レッドダイヤモンズコーチ）
- 山口隆文（現FC東京U-15むさし監督 ← 元U-17サッカー日本代表監督）
- 松田浩（元栃木SC監督）
- 鈴木淳（元アルビレックス新潟監督他）
- 風間八宏（前名古屋グランパス監督）※元日本代表
- 小野剛（元FC今治監督）
- 長谷川健太（現名古屋グランパス監督）※元日本代表
- 野村雅之（現岡山県作陽高等学校監督）
- 川崎英正
- 菅野淳（フィジカルコーチ）
- 川澄和弘
- 竹原靖和
- 畠山啓（現秋田県立西目高等学校監督）
- 井原正巳（現柏レイソル監督）※元日本代表
- 中山雅史（現アスルクラロ沼津監督）※元日本代表
- 森山佳郎（現U17日本代表監督）※元日本代表
- 影山雅永（現U20日本代表監督 ← 元ファジアーノ岡山監督）
- 長澤徹（前ファジアーノ岡山監督）
- 土屋潤二（メディカルトレーナー）
- 三浦文丈（SC相模原監督）※元日本代表
- 辛島啓珠（現マイナビベガルタ仙台レティース監督）
- 服部浩紀（元ザスパクサツ群馬監督）
- 大岩剛（前鹿島アントラーズ監督）※元日本代表
- 木山隆之（現ファジアーノ岡山監督）
- 上野優作（現FC岐阜監督）
- 西ヶ谷隆之（元水戸ホーリーホック監督）※元アトランタ五輪予選代表
- 和田一郎（名古屋グランパスコーチ）
- 和多田充寿（現関西国際大学コーチ）
- 萩村滋則（現大分トリニータコーチ）※元日本代表
- 戸田光洋（現川崎フロンターレコーチ）
- 谷池洋平（現徳島ヴォルティス強化部スタッフ）
- 曽田雄志（現コンサドーレ札幌スタッフ）
- 天野賢一（現FC岐阜ヘッドコーチ）
- 菅原大介
- 村岡誠
- 生駒武志（現ガンバ大阪フィジカルコーチ）
- 小井土正亮（筑波大学蹴球部監督）
- 横谷亮
- 久永啓
- 小坂雄樹
- 大塚慶輔
- 寺門大輔
- 武藤覚
- 貝﨑佳祐
- 清水智士
- 末藤崇成（サガン鳥栖テクニカルコーチ）
- 須和部譲
- 後藤雄治
- 近藤大輔
- 中下征樹
- 白石通史
- 対馬武志
- 大島琢
- 兼村憲周
- 御簾納将
- 田中等志
- 河野高宏
- 藤宏明
- 四方田修平
- 若宮直道

 サッカー関係者 
- 田嶋幸三（第14代日本サッカー協会会長）※元日本代表
- 小川佳実（サッカー審判員 - 元日本サッカー協会審判委員長）
- 北村央春
- 小泉朝香
- 佐藤隆治
- 松村和彦（サッカー審判員 - 国際主審）
- 吉田寿光（サッカー審判員 - スペシャルレフェリー）※元日本代表
- 秋葉陽一（サッカー代理人）

##### 女子
- 本間真喜子
- 安藤梢（体育科学博士) ※元日本代表
- 内田好美
- 熊谷紗希 ※日本代表
- 清家貴子
- 猶本光（体育科学修士) ※日本代表
- 平尾恵理
- 水谷有希
- 山守杏奈

#### ラグビー
- 薫田真広（東芝ブレイブルーパス監督）
- 梶原宏之（FL、元東芝府中、勝沼クラブ山梨県立日川高等学校教諭・ラグビー部監督）※元日本代表
- 内田啓介（パナソニック ワイルドナイツ）
- 占部航典
- 大川創太郎
- 大久保尚哉
- 小野澤宏時
- 加藤圭太
- 樺島亮太
- 金崎廉太朗
- 久保知大
- 古賀太貴
- 下釜優次
- 鈴木啓太
- 園中良寛
- 大門隼人
- 竹下敬介
- 竹田祐将
- 竹中祥
- 谷口到（神戸製鋼コベルコスティーラーズ）
- 谷浩二朗
- 崔凌也
- 千葉玲海菜
- 永井達啓
- 中村大志
- 奈良望
- 橋本大吾
- 彦坂圭克
- 廣澤拓
- 福岡堅樹（パナソニック ワイルドナイツ）※日本代表
- 鹿尾みなみ（東京山九フェニックス）※女子日本代表
- 山下一
- 吉沢文洋
- 米村龍二
- 渡邊太生
- 渡邊洋人

#### 柔道
- 秋元希星
- 浅見三喜夫
- 阿部由記子
- 野瀬清喜 - 埼玉大学教授、ロサンゼルスオリンピック銅メダル
- 秋本啓之 - 柔道選手、広州アジア大会（73Kg級）金メダル
- 安昌林
- 石川美久
- 磯崎祐子
- 内尾真子
- 内村直也 - 大阪産業大学准教授
- 大石いづみ
- 大幡悦雄
- 岡泉淳
- 岡田弘隆 - 人間総合科学研究科准教授、柔道選手、バルセロナ五輪(86Kg級)銅メダル
- 小倉武蔵
- 小沢雄二
- 鍛冶宏美
- 加藤光将
- 木屋好絵
- 小寺将史
- 小林悠輔
- 酒井英幸
- 坂上洋子 - 柔道選手、バルセロナ五輪（72Kg級）銅メダル
- 坂下誠
- 佐野奈津子
- 生田秀和
- 三戸範之 - 秋田大学教授
- 田辺陽子 - 柔道選手、バルセロナ五輪（72Kg級）銀メダル、日本大学教授
- 楢崎教子 - 柔道選手、バルセロナ五輪（52Kg級）銅メダル、シドニー五輪（52Kg級）銀メダル（旧姓菅原）、福岡教育大学准教授
- 江崎史子 - 柔道選手、ソウル五輪銀メダル
- 佐々木健志
- 佐々木光
- 笹原美智子
- シャーフセイン・シャー
- 礎眞一 - 柔道選手、ソウルパラリンピック65kg級金メダル、バルセロナパラリンピック65kg級銀メダル
- 山口香 - 人間総合科学研究科准教授、元女子柔道選手
- 谷本歩実 - 柔道選手、北京五輪金メダリスト、アテネ五輪金メダリスト
- 廣瀬誠 - 柔道選手、アテネパラリンピック60kg級銀メダル、リオデジャネイロパラリンピック60kg級銀メダル
- 前田桂子 - 柔道選手、1999年世界選手権優勝（63Kg級）
- 福見友子 - 柔道選手、2009年世界選手権優勝（48Kg級）
- 遠藤宏美 - 柔道選手、2011年アジア柔道選手権（48Kg級）金メダル
- 森下純平 - 柔道選手、2010年世界柔道選手権（66kg級）金メダル
- 高松正裕 - 柔道選手、2010年世界柔道選手権（81kg級）銅メダル
- 西山大希 - 柔道選手、2010年世界柔道選手権（90Kg級）銀メダル
- 西山雄希 - 柔道選手、2009年世界ジュニア柔道選手権（73Kg級）金メダル
- 緒方亜香里 - 柔道選手、2010年世界柔道選手権（78Kg級）銅メダル
- 粟野靖浩 - 柔道選手、2010年世界柔道選手権（78Kg級）銅メダル
- 伊部尚子 - 柔道選手、2010年ワールドマスターズ（48Kg級）銅メダル
- 平岡拓晃 - 柔道選手、2009年世界柔道選手権（60Kg級）銀メダル
- 杉本美香 - 柔道選手、2010年世界柔道選手権（78Kg超級・無差別級）金メダル
- 佐藤愛子 - 柔道選手、2007年世界柔道選手権（57Kg級）銅メダル
- 薪谷翠 - 柔道選手、2005年世界柔道選手権無差別級金メダル
- 杉村英子
- 鈴木香
- 小野卓志 - 柔道選手、2005年世界柔道選手権81kg級銅メダル
- 金丸雄介 - 柔道選手、2001年世界柔道選手権73kg級銀メダル
- 一見理沙 - 柔道選手、1999年ユニバーシアード63kg級銅メダル
- 小室宏二 - 柔道選手、2000年ハンガリー国際柔道大会66kg級・韓国国際柔道大会66kg級優勝
- 吉田早希 - 柔道選手、1996年アジア柔道選手権72kg級金メダル
- 植田睦 - 柔道選手、1991年世界柔道選手権52kg級銅メダル
- 大石愛子 - 柔道選手、1994年アジア大会66kg級金メダル
- 田川兼三
- 竹澤稔裕
- 田嶋剛希
- 立野千代里
- 出口達也 - 広島大学教授
- 手島知佳
- 永井和恵
- 中島英里子
- 永瀬貴規
- 長瀬めぐみ
- 中橋政彦
- 増地克之 - 柔道選手、1994年アジア大会無差別級金メダル
- 増地千代里 - 柔道選手、バルセロナオリンピック56kg級銅メダル
- 坂上洋子 - 柔道選手、バルセロナオリンピック72kg超級銅メダル
- 小林貴子 - 柔道選手、1989年世界柔道選手権61kg級銅メダル
- 南條充寿
- 根崎裕子
- 能智亜衣美
- 野上廉太郎
- 本田勝義
- 牧志津香
- 向井幹博
- 山田光 - 柔道選手、1989年世界柔道選手権66kg級銀メダル
- 渡辺涼子 - 柔道選手、1986年世界柔道選手権61kg級・1991年世界柔道選手権66kg級銅メダル、金沢学院大学教授
- 松井勲 - 柔道選手、1981年アジア柔道選手権100kg超級、1984年アジア柔道選手権無差別級金メダル
- 深見利佐子 - 柔道選手、2018年アジア大会52kg級銅メダル（タイ代表）[2]
- 山本小百合
- 吉鷹幸春
- 渡辺直勇

#### 剣道
- 村山千夏（埼玉県警察）※日本代表
- 鍋山隆弘 - 筑波大学准教授
- 高鍋進（警部補）
- 竹中健太郎（鹿屋体育大学監督）
- 原田悟

#### 競泳
- 大西順子（シドニーオリンピック代表）
- 金子雅紀（リオオリンピック代表）
- 肥川葉子（バルセロナオリンピック代表）
- 高安亮（2006年パンパシフィック水泳・100mバタフライ・4×100mメドレーリレー：銀メダル）
- 永井奉子（アテネオリンピック代表）
- 西岡由恵（ソウルオリンピック代表）
- 春名美佳（バルセロナオリンピック・200mバタフライ4位入賞）
- 平田美恵（1978年アジア競技大会200m・400m個人メドレー2冠）
- 三宅愛子（アトランタオリンピック・4x200自由形リレー4位入賞）
- 宮下純一（北京オリンピック代表）
- 本間三和子（ロサンゼルスオリンピック・アーティスティックスイミングデュエット：ソロ銅メダル）
- 山田拓朗（リオパラリンピック・50m自由形S9クラス：銅メダル）

#### 水球
- 青柳勧（スペインおよびイタリアのプロリーグで活躍）
- 志水祐介
- 棚村克行
- 保田賢也

#### テニス
- 遠藤愛 - 東京経済大学准教授

#### バレーボール

##### 男子
現役選手 
- 阿部大樹（広島サンダーズ）
- 新井雄大（広島サンダーズ）
- 石島雄介（ビーチバレー選手）※北京五輪日本代表
- 小澤宙輝（東レアローズ静岡）
- 酒井啓輔（東レアローズ静岡）
- 坂下純也（広島サンダーズ）
- 李博（東レアローズ静岡）
- 前田一誠（ジェイテクトSTINGS愛知）
- 髙橋健太郎（ジェイテクトSTINGS愛知）
- 秦耕介（ジェイテクトSTINGS愛知）
- 樋口裕希（広島サンダーズ）
- 山口拓海（東レアローズ静岡）
- 牧大晃（在学中）

 引退選手 
- 勝野裕士（東レアローズ）
- 川浦博昭（豊田合成トレフェルサ）
- 北島武（堺ブレイザーズ）
- 國近公太（兵庫デルフィーノ）※中退
- 兒玉康成（パナソニックパンサーズ）
- 柴田恭平（サントリーサンバーズ）
- 髙橋結人（サントリーサンバーズ）
- 椿山竜介（ウルフドッグス名古屋）
- 出耒田敬（堺ブレイザーズ）
- 久原大輝（JTサンダーズ広島）
- 三上圭治郎（FC東京）
- 安井勇誠（JTサンダーズ広島）
- 田城貴之（ヴォレアス北海道）

 指導者・関係者 
- 安保澄（GSカルテックス・ソウルKIXXコーチ）
- 伊藤健士（大阪ブルテオン・男子日本代表コーチ）
- 大久保茂和（埼玉上尾メディックス監督）
- 甲斐祐之（元日立リヴァーレ監督・JTサンダーズ ← 豊田合成トレフェルサ ← 旭化成スパーキッズ）
- 加藤陽一（元JTマーヴェラスコーチ、元PFUブルーキャッツ監督）※元日本代表
- 小林敦（東レアローズ静岡ゼネラルマネージャー、元監督）
- 篠田歩（元東レアローズ静岡監督）
- 菅直哉（元JTサンダーズ広島コーチ）
- 鈴木悠二（東レアローズ滋賀コーチ）
- 鳥羽賢二（元女子日本代表強化部長）
- 朝長孝介（大村工業高等学校男子バレー部監督・全日本男子ユース代表コーチ）※北京五輪日本代表
- 中垣内祐一（元男子日本代表監督） ※バルセロナ五輪日本代表
- 中根聡太（星城高等学校監督）
- 永野健（大阪ブルテオンコーチ）※元日本代表
- 西田靖宏（福井工大福井高等学校監督）
- 花野裕祥（大成女子高等学校監督）
- 丸山祥二（元つくばユナイテッドSun GAIAコーチ）
- 都澤凡夫（筑波大学教授：元つくばユナイテッドVOLLEYBALL総代表）
- 山口祐之（デンソーエアリービーズゼネラルマネージャー、元監督）
- 山口誠（清風高等学校監督）
- 山村宏太（元サントリーサンバーズ監督）※北京五輪日本代表
- 吉田清司（元FC東京監督）
- 吉田敏明（元埼玉上尾メディックス監督、元アメリカ合衆国女子代表監督）

##### 女子
現役選手 
- 山城愛心（岡山シーガルズ）
- 佐藤淑乃（NECレッドロケッツ川崎）
- 高間来瞳（Astemoリヴァーレ茨城）
- 甲萌香（NECレッドロケッツ川崎）
- 万代真奈美（SAGA久光スプリングス）
- 大山遼（大阪マーヴェラス）
- 谷内美紅（PFUブルーキャッツ石川かほく）
- 門田湖都（群馬グリーンウイングス）
- 中村悠（クインシーズ刈谷）
- 本田凜（在学中）

 引退選手・指導者・関係者 
- 三屋裕子（日本バレーボール協会理事←日立（後に日立ベルフィーユ））
- 廣紀江（学習院大学助教授 ← 日立ベルフィーユ）※ソウル五輪日本代表
- 吉原知子（JTマーヴェラス監督）※現役引退後に大学院のみ
- 林蓉子（パイオニアレッドウィングス←三洋電機レッドソア）
- 三上彩（久光製薬スプリングス）
- 平井香菜子（久光製薬スプリングス）
- 澤畠文子（上尾メディックス ← 武富士バンブー）
- 水田祐未（久光製薬スプリングス）
- 皆本明日香（上尾メディックス）
- 渡邉美穂（NECレッドロケッツ）
- 朝日優衣（デンソーエアリービーズ）
- 土井さくら（日立リヴァーレ）
- 和田実莉（PFUブルーキャッツ）
- 芳賀舞波（日立リヴァーレ）
- 鏡原叶悠（PFUブルーキャッツ）
- 川上雛菜（NECレッドロケッツ）
- 高橋茉莉奈（JTマーヴェラス）
- 塚田しおり（NECレッドロケッツ川崎）
- 井上愛里沙（ヴィクトリーナ姫路）

#### バスケットボール

##### 男子
- 青木保憲
- 生原秀将
- 池内泰明
- 井上裕介 - 滋賀レイクスターズ
- 梅津大介
- 小野秀二 - バスケットボールコーチ
- 小原翼
- 恩塚亨
- 柏倉秀徳 - ENEOSサンフラワーズコーチ
- 加藤三彦 - バスケットボールコーチ
- 金澤篤志 - プロバスケットボールコーチ
- 金子寛治 - 元バスケットボール選手
- 鹿野洵生 - アースフレンズ東京Z
- 加納誠也
- 木村達郎 - 琉球ゴールデンキングス社長兼GM
- 後藤正規
- 齋藤豊 - 東京ユナイテッド
- 佐々木瑛 - つくばロボッツ
- 笹山貴哉
- 清水耕介 - 元プロバスケットボール選手
- 清水太志郎 - 三遠ネオフェニックスアシスタントコーチ
- 菅原暉
- 杉浦佑成
- 瀬戸山京介 - 元バスケットボール選手
- 玉木祥護
- 田渡修人 - リンク栃木ブレック
- 出口実 - 元バスケットボール選手ス
- 富田卓弥 - 元バスケットボール選手
- 中務敏宏 - 和歌山トライアンズ
- 野本大智 - 滋賀レイクスターズ
- 坂東拓 - 京都ハンナリーズ
- 馬場雄大
- 半澤凌太
- 東英樹
- 二上耀 - 千葉ジェッツふなばし
- 星野拓海
- 牧隼利
- 増田啓介 - 川崎ブレイブサンダース
- 三谷桂司朗 - 広島ドラゴンフライズ
- 満田丈太郎
- 宮田幸典 - 元バスケットボール選手
- 武藤修平
- 村岸航 - 宇都宮ブレックス
- 梁川禎浩 - 兵庫ストークス
- 山口颯斗 - レバンガ北海道
- 祐木毅 - 元バスケットボール選手
- 吉田健司 - 筑波大学男子バスケットボール部ヘッドコーチ

##### 女子
- 朝比奈あずさ
- 穴澤冴 - 東京羽田ヴィッキーズ
- 天野佳代子
- 有明葵衣 - 富士通レッドウェーブ
- 池田沙紀 - 山梨クィーンビーズ
- 伊集南 - デンソーアイリス
- 出原菜月 - 山梨クィーンビーズ
- 伊藤奈月 - 日立ハイテク クーガーズ
- 宇佐美里菜 - 元バスケットボール選手
- 大鷹さおり - 元バスケットボール選手
- 小畑亜章子
- 嘉数唯 - アランマーレ秋田
- 樺島ほたる - 東京羽田ヴィッキーズ
- 櫻田佳恵 - 元バスケットボール選手
- 佐藤由佳 - ENEOSサンフラワーズ
- 佐藤由璃果 - シャンソンVマジック
- 鈴木あゆみ - 富士通レッドウェーブ
- 鈴木侑 - アランマーレ秋田
- 谷村里佳 - シャンソンVマック
- 田渕明日香 - 元バスケットボール選手
- 中川明子 - 富士通レッドウェーブ
- 服部直子 - デンソーアイリス
- 林未紗 - 日立ハイテク クーガーズ
- 福士佳恵
- 藤岡麻菜美 - シャンソンVマジック
- 白慶花 - トヨタ紡織サンシャインラビッツ
- 松本愛美
- 森岡奈菜未 - 日立ハイテク クーガーズ
- 渡邊愛加 - 山梨クィーンビーズ
- 渡邊悠 - 富士通レッドウェーブ

#### 野球

##### 現役選手
- 佐藤隼輔（埼玉西武ライオンズ）

##### 引退選手・指導者
- 工藤公康（元福岡ソフトバンクホークス監督、野球殿堂表彰者）※引退後に大学院
- 仁志敏久（元横浜DeNAベイスターズ二軍監督）※引退後に大学院
- 松本稔（高校野球監督、センバツ史上初の完全試合達成投手）
- 岡田康志（元池田高・穴吹高野球部監督）
- 渡辺正和（福岡大学野球部監督・副部長、元福岡ダイエーホークス）
- 坪井俊樹（仙台大学野球部コーチ、元千葉ロッテマリーンズ）
- 小林昭則（帝京五高・藤井高野球部監督、元千葉ロッテマリーンズ）
- 國保陽平（大船渡高野球部監督）
- 梶田茂生（日本生命野球部監督）
- 白水直樹（元読売ジャイアンツコーチ）大学院出身
- 新谷博（元西武ライオンズなど）※引退後に大学院
- 手塚一志（元福岡ダイエーコンディショニングコーチなど） 大学院出身
- 前田健（元阪神トレーニングコーチ、新日本石油コンディショニングコーチ）
- 森林貴彦（慶応高硬式野球部監督） 大学院出身
- 中垣征一郎（オリックスパフォーマンスコーチ 、サンディエゴ・パドレス、日本ハムトレーナー）
- 寺田光輝（元横浜DeNAベイスターズ）
- 杉本友（元オリックスなど、高校教員・野球指導者）
- 西本和美（元読売ジャイアンツなど）
- 藤井淳志（元中日ドラゴンズ）
- 山崎まり
- 吉井理人（千葉ロッテマリーンズ監督）※引退後に大学院

#### 陸上
- 安孫子充裕 - 陸上選手
- 荒川優 - 陸上選手、スポーツクラウド社長
- 磯辺隆之
- 今泉堅貴 - 短距離走、リレー走
- 衛藤昂
- 大橋祐二
- 大室秀樹
- 勝山眸美
- 鐘ヶ江幸治
- 苅部俊二 - 陸上選手、400障害、法政大学教授
- 河北尚広
- 久馬悠
- 栗原浩司
- 神保祐希
- 谷川聡 - 陸上選手、110ハードル日本記録保持者（アテネオリンピック、2005年世界陸上選手権日本代表）。筑波大学大学院卒、現体育専門学群専任講師
- 成迫健児 - 陸上選手
- 藤永佳子 - 陸上選手、資生堂陸上部所属
- 山下訓史 - 陸上選手、三段跳日本記録保持者（ソウルオリンピック日本代表）
- 横山学 - 陸上選手、棒高跳日本記録保持者（シドニーオリンピック日本代表）
- 中野瞳 - 走幅跳
- 石塚祐輔 - 短距離走
- 小池弘文
- 小西祥子
- 齋藤仁志 - 短距離走
- 佐藤真太郎
- 土屋光 - 走高跳
- 石川和義 - 三段跳
- 村川洋平 - 砲丸投
- 鈴木徹 - 走高跳
- 田野中輔 - ハードル
- 戸邉直人
- 杉林孝法 - 三段跳
- 小幡佳代子 - マラソン
- 河合美香 - 長距離走
- 弘山勉 - 中・長距離走・マラソン、現筑波大学陸上部駅伝監督
- 星野有 - 中距離走
- 渋谷俊浩 - マラソン
- 剱持英紀 - ハードル
- 麻場一徳 - 短距離走、山梨学院大学教授
- 有川秀之 - 短距離走
- 尾縣貢 - 十種競技
- 阪本孝男 - 走高跳
- 川本和久 - 福島大学教授。福島大学陸上部監督。ナチュリルアスリートクラブ監督。日本陸上競技連盟女子短距離部長。
- 松村拓希
- 山崎陽子
- 山下航平
- 山下潤
- 弘山勉
- 世古和 - 短距離走
- 山中美和子
- 三津家貴也 - ランニングインフルエンサー
- 松本奈菜子 - 短距離走

#### 体操
- 石関由香里
- 大畠佑紀
- 川瀬時枝 - 香川県教育委員会委員
- 新竹優子 - 筑波大学助教
- 田中光（洗足学園短期大学准教授）※アトランタオリンピック日本代表
- 髙橋靖彦（ラート競技選手）
- 山田辰也
- 山脇佳奈 ※シドニーオリンピック日本代表

#### バドミントン
- 池田信太郎（日本ユニシス）
- 漆崎真子
- 坂本修一（日本ユニシス）
- 仲尾修一

#### ダンス
- 木村圭佑
- 平山素子（コンテンポラリーダンサー、振付家、筑波大学人間総合科学研究科准教授）※体育研究科修了
- 吉野ゆりえ（元プロダンス選手）

#### 相撲
- 服部祐兒（大相撲元幕内、藤ノ川）
- 武哲山剛（大相撲元十両 - 東洋大学附属牛久高等学校教諭）

#### プロレス
- ジャンボ鶴田
- 小川直也（プロレスラー・総合格闘家・元柔道選手）※バルセロナ五輪銀メダリスト
- ペドロ高石（プロレスラー・格闘家・ファイナンシャルプランナー）

#### ボクシング
- 井上庸

#### スケート
- 河合季信 - ショートトラック、アルベールビルオリンピック銅メダル、筑波大学人間総合科学研究科准教授
- 木戸章之 - アイスダンス、トリノオリンピック出場
- 新谷志保美 - スピードスケート、バンクーバーオリンピック日本代表(女子500m)
- 青柳徹 - 元スピードスケート中長距離選手、日本体育大学教授、日本スケート連盟強化副部長、日本オリンピック委員会 (JOC) 専任コーチ。

#### スキー
- 新田佳浩
- 横嶋良 - アルペンスキーヤー、ラリードライバー、アメリカ横断ウオーク2001隊員

#### ハンドボール
- 朝野翔一朗
- 安倍千夏
- 網谷涼子
- 石野実加子
- 岩崎成美
- 岩永生
- 岡松正剛
- 海道衛秀
- 加須屋朝緋
- 加藤芳規
- 川俣ゆかり
- 木切倉真一
- 久保侑生
- 坂井幹
- 菅野純平
- 関澤あすか
- 田口舞
- 竹原千賀
- 田中圭
- 田中茂
- 田中雄大
- 田村美沙紀
- 出村直嗣
- 徳田新之介
- 徳田廉之介
- 西山清
- 早船愛子
- 樋口睦
- 藤井保奈美
- 藤山岳士
- 堀広輝
- 水田亜莉沙
- 銘苅淳
- 山田永子
- 山野由美子
- 吉田守一

#### 卓球
- 伊藤みどり

#### アメリカンフットボール
- 工藤建太

#### フェンシング
- 池田めぐみ

#### その他のスポーツ
- 岩本光弘 - ヨットマン、鍼灸師、植村直己冒険賞
- 榎本遼香 - 飛込競技選手
- 落合真彩 - フレスコボール選手、フリーライター
- 奥松功基 - パーソナルトレーナー
- 梶原悠未 - 自転車競技選手
- 小林由佳 - フリークライマー
- 寺本祐治 - 元ホッケー選手、指導者、山梨学院大学教授
- 徳野涼子 - 元プロビーチバレー選手（元インドアバレーボール選手）、日本ビーチ文化振興協会常任理事
- 中森康弘 - 日本オリンピック委員会委員
- 柳田勝 - ライフル射撃選手
- 山口真未 - 競輪選手
- 與那嶺恵理 - 自転車ロードレース選手
- 前川恭子 - JRA初の女性調教師[3]

- 宮崎集 - トライアスロン選手

### 芸能

#### アナウンサー

##### NHK
- 青山祐子
- 阿部陽子 - アナウンス副部長
- 池田達郎 - シニアアナウンサー
- 井田寛子 - 気象予報士、契約キャスター
- 大湖弘之 - チーフアナウンサー
- 武田真一 - 元エグゼクティブアナウンサー
- 土橋大記 - シニアアナウンサー
- 中村泰人 - シニアアナウンサー
- 早坂隆信
- 藤原陸遊
- 松尾剛 - エグゼクティブアナウンサー
- 三戸部聡大 (※元陸上選手)
- 山田大樹
- 山本ミッシェールのぞみ - 元NHK記者、フリーアナウンサー、NHKワールドTV・ラジオ日本、キャスター、リポーター

##### 民放各局
- 青木美枝 - 元フジテレビアナウンサー
- 荒瀬洋太 - 北日本放送アナウンサー、水泳選手
- 淡路祐介 - エフエム山陰アナウンサー
- 石橋雅子 - フリーアナウンサー
- 井口謙 - RKB毎日放送アナウンサー
- 糸川雅子 - 北陸放送アナウンサー
- 岩井克行 - 元北日本放送アナウンサー
- 上田崇順 - 毎日放送アナウンサー
- 上野透 - 北日本放送アナウンサー
- 大川立樹 - フジテレビアナウンサー
- 小笠原範光 - 気象予報士
- 岡田泰典 - TBSアナウンサー
- 葛西賀子 - 青森放送アナウンサー
- 片桐千晶 - 元秋田テレビアナウンサー
- 木野村尚子 - 山陰放送アナウンサー
- 児玉良香 - フリーアナウンサー
- 今田佐和子 - 気象予報士
- 山王丸和恵 - 元日本テレビアナウンサー
- 坂野栄信 - 広島ホームテレビアナウンサー　(※元競泳選手)
- 白岩裕之 - 元日本テレビアナウンサー、前テレビ信州代表取締役社長
- 鈴木亜紀 - 札幌テレビ放送アナウンサー
- 瀬谷佳子 - 元IBC岩手放送アナウンサー、現同局記者
- 高橋美穂 - 新潟テレビ21アナウンサー
- 千田まゆこ - 秋田朝日放送アナウンサー
- 鶴丸英樹 - サガテレビアナウンサー
- 虎谷温子 - 読売テレビアナウンサー
- 仲地恵 - 沖縄テレビ放送アナウンサー
- 中村亜裕美 - フリーアナウンサー、TBSニュースバードキャスター
- 原口大輝 - 静岡放送アナウンサー
- 平井史生 - 日本気象協会気象予報士、駒澤大学非常勤講師
- 藤枝知行 - 気象予報士
- 水田薫 - 山口放送アナウンサー
- 物袋綾子 - 秋田放送アナウンサー
- 森遥香 - 東日本放送アナウンサー
- 山田修作 - メ～テレ気象予報士（元南日本放送アナウンサー）

#### 音楽家
- イブ・ラフォンテーヌ（ギタリスト）
- 井上拓（作曲家、編曲家、作詞家、DJ）
- エイプリルズ（テクノポップバンド）
- EHAMIC（作曲家、作詞家、編曲家）
- せりかな（シンガーソングライター）
- 田中拓人（作曲家、編曲家、音楽プロデューサー）
- ノリアキ（ミュージシャン、ラッパー） - 中退
- 葛城哲哉（ギタリスト）
- 三浦章宏（ヴァイオリニスト）

#### 芸術家
- 浅野暢晴 - 彫刻家、日本現代陶彫展銀賞
- 岩井俊雄 - メディアアーティスト、東京大学特任教授、芸術選奨文部科学大臣賞、織部賞
- 岩城一平 - 映画監督
- 内田すずめ - 画家
- 内海智行 - 建築家・インテリアデザイナー
- おーくん・あきら - グラフィックデザイナー、元桑沢デザイン研究所教授
- 小田原のどか - 彫刻家
- 落合陽一 - メディアアーティスト、筑波大学准教授
- 北川一成 - グラフィックデザイナー・アートディレクター
- 北澤茂夫 - 画家、横浜美術大学教授
- 久保田沙耶 - 現代美術家
- クワクボリョウタ - 現代美術家、情報科学芸術大学院大学准教授、芸術選奨新人賞
- 児玉幸子 - メディアアーティスト、電気通信大学准教授
- 鈴木成一 - 装幀家、講談社出版文化賞ブックデザイン賞
- 田島直樹 - 版画家、筑波大学教授
- 中津秀之 - ランドスケープ・アーキテクト、関東学院大学准教授
- 野村和弘 - 彫刻家
- 畠山直哉 - 写真家
- 船尾修 - 写真家
- 服部夏子 - 芸術家
- 原田大三郎 - 映像作家、CGアーティスト、ラジカルTV、多摩美術大学教授
- 前芝武史 - 彫刻家、日展会員、日彫展運営委員、白日会会員、兵庫教育大学教授
- 吉川洋一郎 - 作曲家、日本音楽著作権協会正会員
- ジョン・マエダ - グラフィックデザイナー、コンピュータ科学者、元MITMedia Lab教授。ロードアイランド・スクール・オブ・デザイン学長。
- クリストフ・シャルル - フランスの芸術家、武蔵野美術大学映像学科教授、筑波大学にて博士号取得
- 増田玲 - 写真評論家、写真史家
- 工藤稜 - イラストレーター
- 泉田英雄 - 建築史家、専門はアジア近代建築史、建築物保存
- 井坂健一郎 - 美術家、山梨大学教授
- 青山裕企 - 写真家
- 田上健一 - 建築家、九州大学教授
- 橋本典久 - メディアアーティスト
- 古山浩一 - 画家
- 鉾井喬 - 美術作家
- 堀部安嗣 - 建築家、京都芸術大学教授
- 難波治 - カーデザイナー、東京都立大学教授
- 松川昌弘 - 書家
- 三宅はるえ - 映画プロデューサー
- ヨシタケシンスケ - イラストレーター、絵本作家、けんぶち絵本の里大賞、産経児童出版文化賞美術賞
- 渡邊晃一 - 美術家、福島大学教授、元エコール・デ・ボザール客員教授

#### お笑い芸人
- 林田洋平（ザ・マミィ）
- ジャンプ（じぐざぐ）

#### 落語家
- 三遊亭朝橘
- 立川志のぽん（本名：広瀬敦）

#### タレント
- 藍沢梨夏（グラビアアイドル、OL、フィットネスモデル、タレント）
- いとうまゆ（NHK幼児番組「おかあさんといっしょ」のダンスのおねえさん - 2005年4月以降・本名：伊藤美帆）
- 岡田紗夜（グラビアアイドル）
- 佐藤忠志（キンピカ先生・予備校講師・タレント）
- 永吉健太郎（俳優）
- 藤崎成益（俳優）
- みゆ（俳優）
- 堀川由理（歌手、俳優）

#### 声優
- 永田亮子
- 伊藤美紀
- 後藤啓介
- 植木秀美
- 鳥羽優好（声優・歌手）

### その他
- 赤松隆一郎（クリエイティブ・ディレクター、広告電通賞）
- 飯塚敏夫（駿台予備学校講師）
- 一倉宏（コピーライター）
- 井手迫義和（環境ナビゲーター）
- 岩尾エマはるか（Googleソフトウェアエンジニア、円周率の計算の世界記録保持者）
- 大井俊博（東京都立両国高等学校・附属中学校校長、全国高等学校体育連盟副会長）
- 川上大典（ゲームシナリオライター）
- きくち伸（フジテレビジョンゼネラルプロデューサー）
- 市原克也（AV監督）※中退
- 早乙女智子（産婦人科医、セックスセラピスト）
- 高松聡（クリエイティブディレクター）
- 田村美香（北海道放送ラジオパーソナリティー）
- 棚橋俊夫（精進料理人）
- 土谷正実（オウム真理教幹部）
- 春間豪太郎 (冒険家)
- 宮本久也（東京都立八王子東高等学校統括校長・元全国高等学校長協会会長）
- 山本敬（利き酒師、内閣府世界で活躍し『日本』を発信する日本人選出）
- 山本ミッシェールのぞみ（ジャーナリスト ← 日本放送協会記者）
- 吉本敏洋（プログラマ、悪徳商法?マニアックス管理人）
- 横田南嶺（禅僧、円覚寺管長）
- 悠仁親王（皇族。筑波大学生命環境学群生物学類に合格したことを宮内庁皇嗣職が2024年12月11日付で発表[4]）

## 博士号取得者
- 宮地元彦（早稲田大学スポーツ科学部教授、日本学術会議会員）